# Rawle Alkins
Rawle Prince Alkins (Brooklyn, 29 ottobre 1997) è un cestista statunitense.